# Samboal (kommunhuvudort)
Samboal är en kommunhuvudort i Spanien.   Den ligger i provinsen Provincia de Segovia och regionen Kastilien och Leon, i den centrala delen av landet, 110 km nordväst om huvudstaden Madrid. Samboal ligger 795 meter över havet och antalet invånare är 547.
Terrängen runt Samboal är platt. Runt Samboal är det mycket glesbefolkat, med 7 invånare per kvadratkilometer. Närmaste större samhälle är Cuéllar, 18,1 km nordost om Samboal. Trakten runt Samboal består till största delen av jordbruksmark.